# Kubištovy sady
Kubištovy sady jsou park v Hradci Králové, který vyplňuje prostor mezi Pospíšilovou třídou a ulicemi Švendovou, Víta Nejedlého, Hradební a U Soudu. Vznikal v několika vlnách od roku 1909.

## Historie

### Před založením parku
V katastrálních mapách je dochován úsek tzv. Císařské cesty, která začínala na dnešní Pospíšilově třídě, v blízkosti současné Střední průmyslové školy, a procházela právě Kubištovými sady směrem ke Staré nemocnici. Trasa byla jednou ze tří hlavních přístupových cest od Slezska do Hradce Králové.
Od výstavby barokního městského opevnění byla cesta vedena podél hradeb po náspu procházejícím Orlickou kotlinou, čímž vznikl její typický zvlněný průběh. Ten lze v některých místech pozorovat dodnes, zejména díky zachování části původní aleje lemující tuto cestu. Pravděpodobně někdy v průběhu 2. poloviny 18. století se cesta stala součástí významných silnic spravovaných císařstvím.

### Zrod sadů
Základ parku vznikl ještě před výstavbou Orlické kotliny – v roce 1909. Ruku v ruce spolupracovala obec s místním okrašlovacím spolkem. Park tehdy vyšel na 3 440 K.

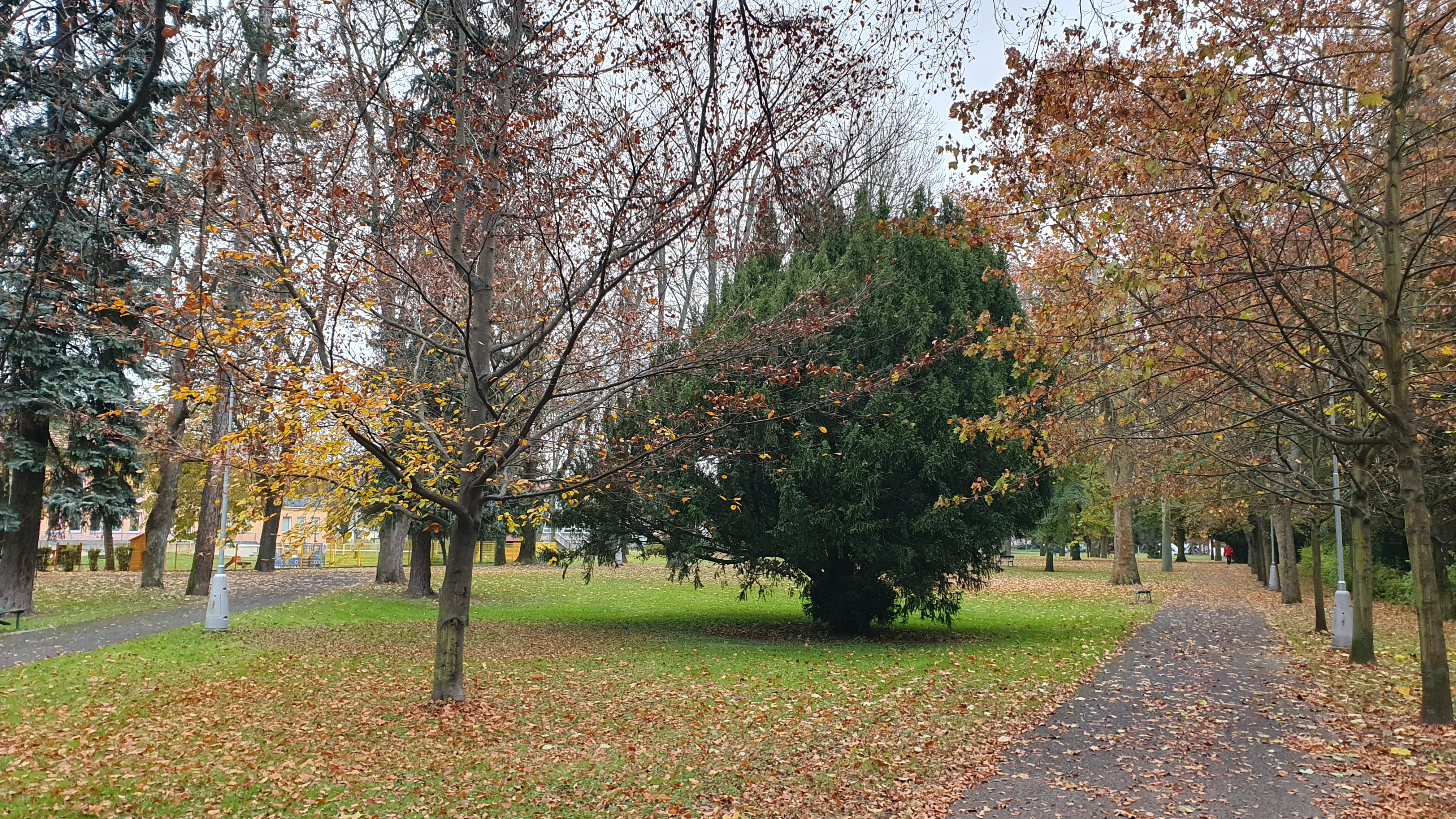
Kubištovy sady v listopadu 2024

### Vývoj parku
Od roku 1910 nesl pojmenování sady Svatopluka Čecha. Tento název byl v roce 1940 zredukován na Čechovy sady. O 5 let později se park opět nazývá jako sady Svatopluka Čecha, ale již roku 1946 je pojmenován na počest Jana Švermy jako Švermovy sady. V letech 1961–1962 byl park nově upraven a rozšířen. V té době ho měl pod patronátem Občanský výbor 78. O údržbu travnatých ploch ve Švermových sadech se starala též mládež z pionýrské organizace Orlická. Další úprava sadů proběhla v roce 1976. Od roku 1992 park nese současný název, který obdržel podle malíře a grafika Bohumila Kubišty.

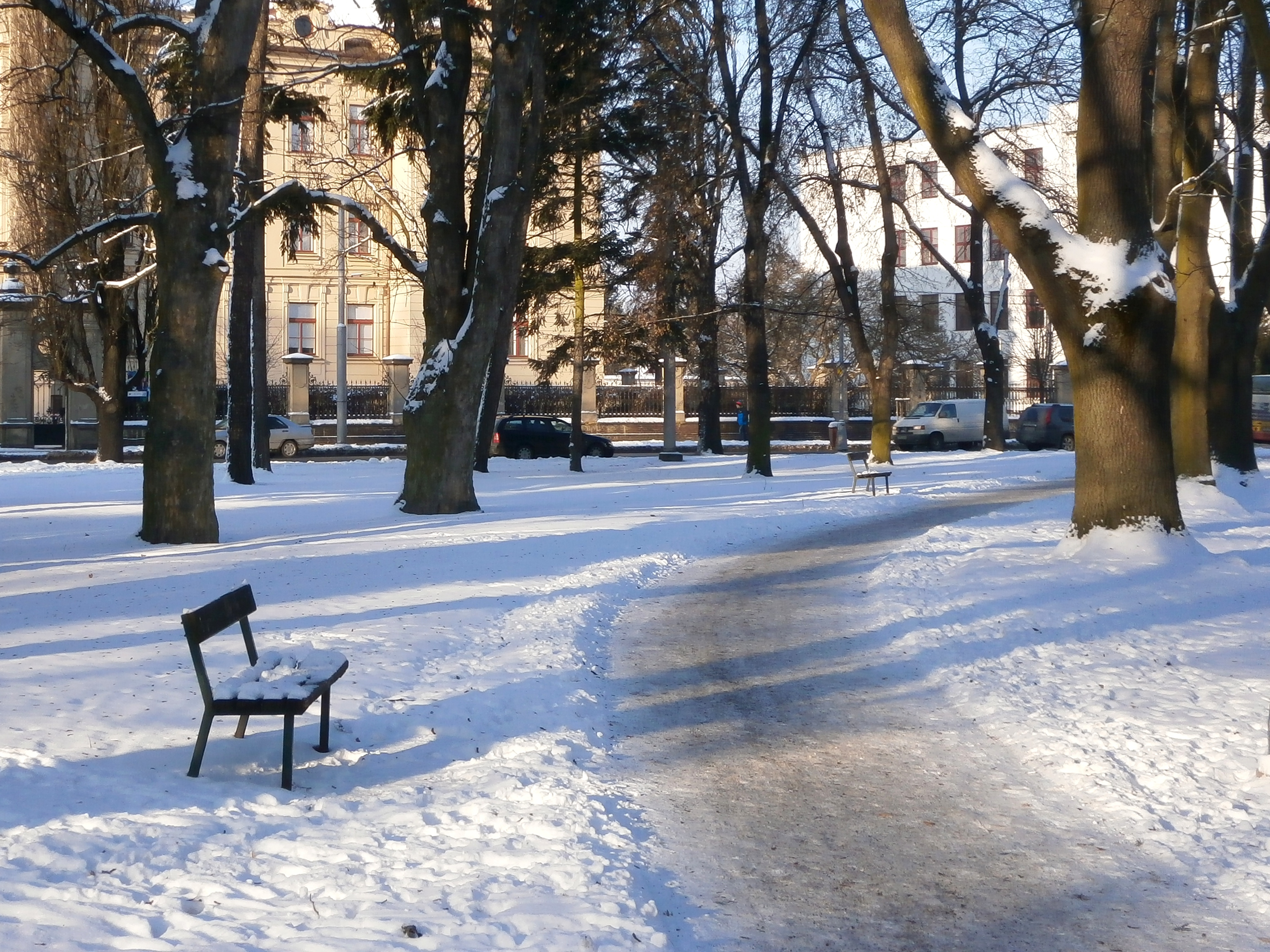
Sady v zimě

### Obnova sadů
Plánována je zásadní obnova parku. Zatím došlo jen na archeologický výzkum vybrané části parku a vyhlášení veřejné zakázky na zhotovení odborné studie, jejímž cílem by měla být obnova sadů a zároveň požadavek na „vynesení" jednoho úseku Císařské cesty na povrch.